# Ulidiidae
Los Ulidiidae (anteriormente Otitidae) son una gran y diversa familia de moscas (Diptera), y como en familias relacionadas, la mayoría de las especies son herbívoras o saprófagas. Algunas especies comparten con los Tephritidae una proyección posteroapical inusual de la célula anal en el ala, pero se puede diferenciar por la vena subcostal suavemente curva. Dos especies, Tetanops myopaeformis y Euxesta stigmatias, son plagas agrícolas.

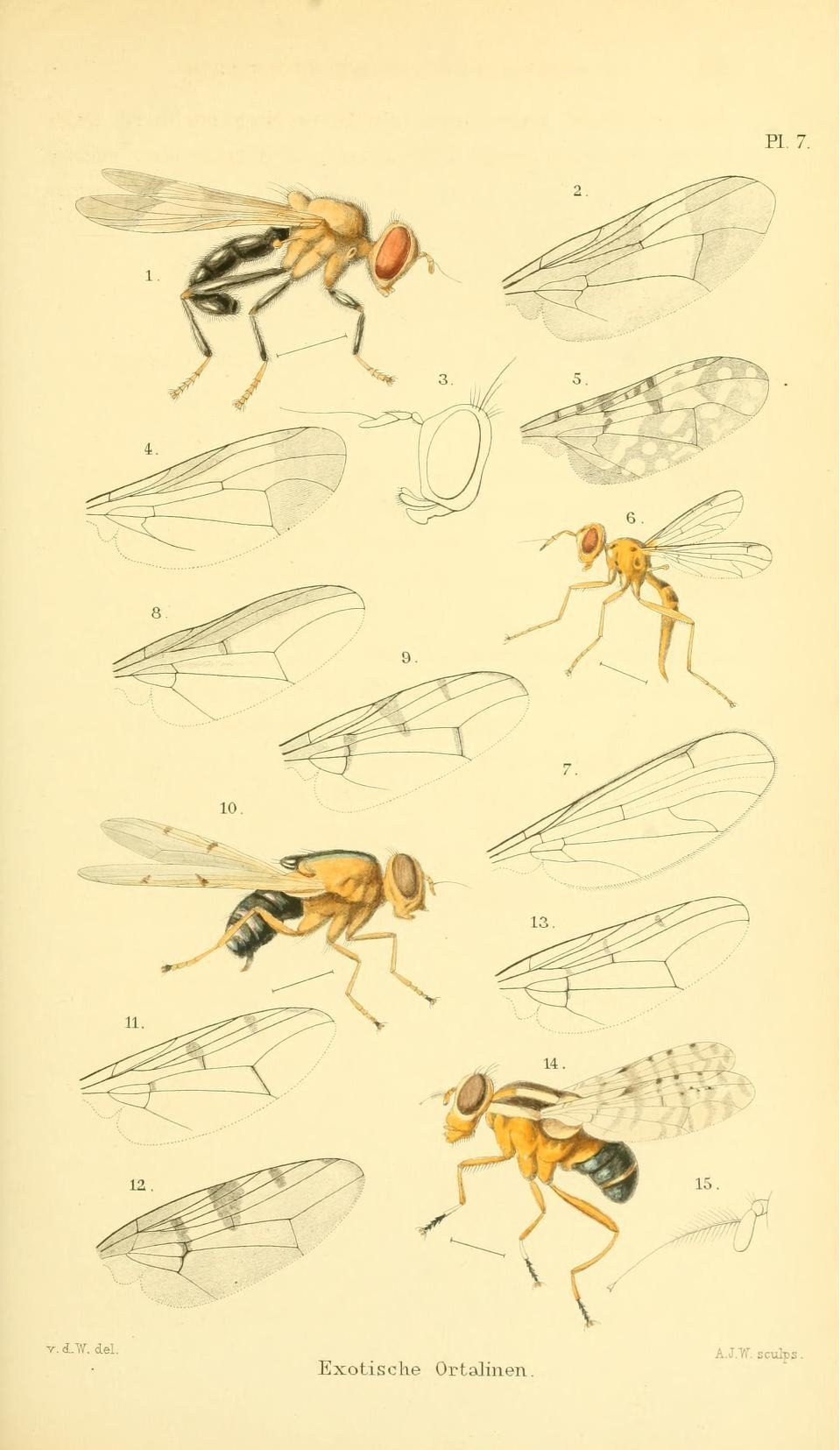
Ulidiidae tropicales

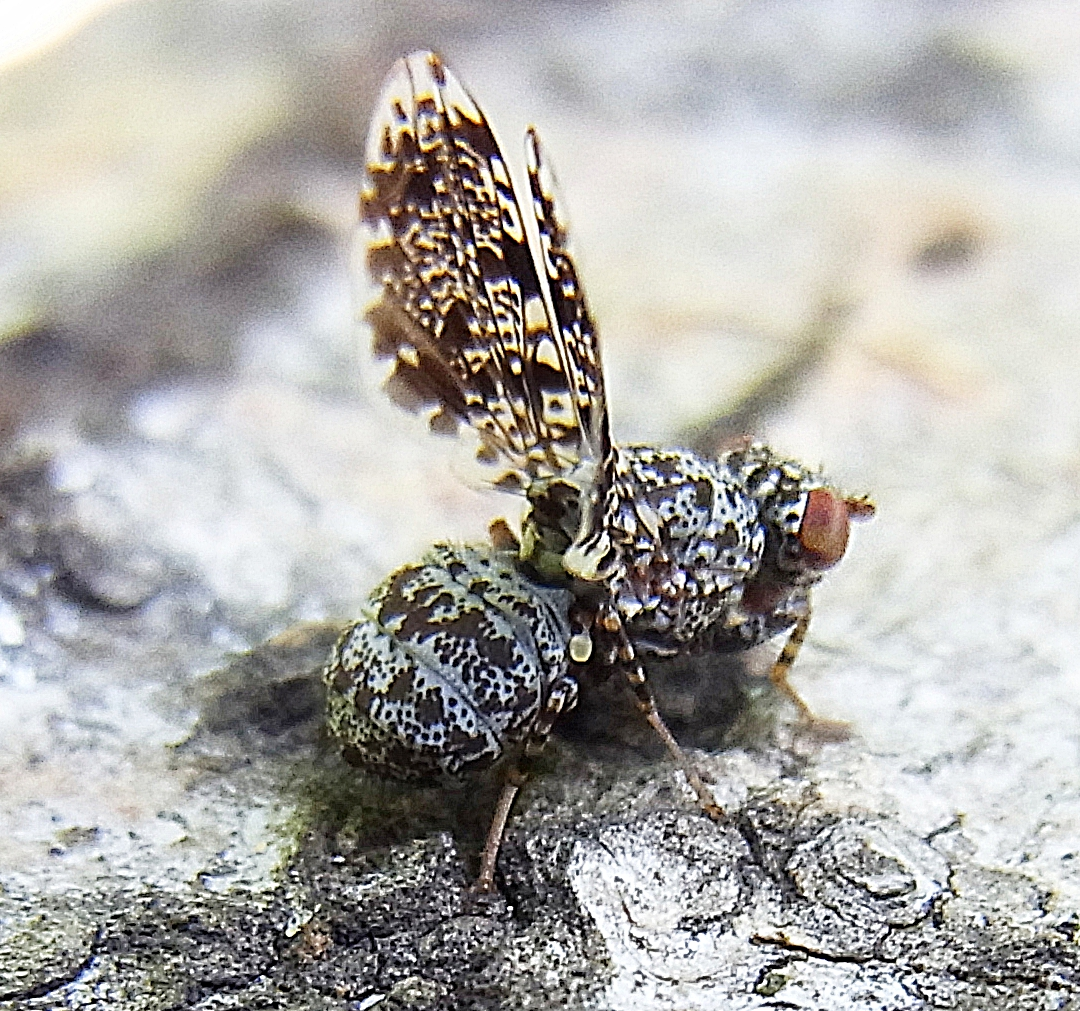
Callopistromyia annulipes

## Sistemática
La familia Ulidiidae se divide en dos subfamilias con alrededor de 680 especies en más de 100 géneros.

### Subfamilia Otitinae
Tribu Cephaliini Schiner, 1864
- Acrostictella Hendel, 1914
- Cephalia Meigen, 1826
- Delphinia Robineau-Desvoidy, 1830
- Myiomyrmica Steyskal, 1961
- Myrmecothea Hendel, 1910
- Proterpnomyia Blanchard, 1967
- Proteseia Korneyev & Hernandes, 1999
- Pterotaenia Rondani, 1868
- Tritoxa Loew, 1873

Tribu Myennidini Kameneva y Korneyev, 2005
- Acatochaeta Enderlein, 1921
- Arborotites Barraclough, 2000
- Callopistromyia Hendel, 1907
- Dyscrasis Aldrich, 1932
- Myennis Robineau-Desvoidy, 1830
- Namibotites Barraclough, 2000
- Neodyscrasis Kameneva y Korneyev, 2006
- Oedopa Loew, 1868
- Paroedopa Coquillett, 1900
- Pseudodyscrasis Hernández, 1988
- Pseudotephritina Malloch, 1931
- Pseudotephritis Johnson 1902
- Stictoedopa Brèthes, 1926
- Stictomyia Bigot, 1885
- Ulidiotites Steyskal, 1961

Tribu Otitini Aldrich, 1932
- Ceroxys Macquart, 1835
- Dorycera Meigen, 1830
- Herina Robineau-Desvoidy, 1830
- Hiatus Cresson, 1906
- Melieria Robineau-Desvoidy, 1830
- Otites Latreille, 1804
- Tetanops Fallén, 1820
- Ulidiopsis Hennig, 1941

Otitinae incertae sedis
- Curranops Harriot, 1942
- Diacrita Gerstäcker, 1860
- Haigia Steyskal, 1961
- Idana Loew, 1873
- Psaeropterella Hendel, 1914
- Pseudomelieria Brèthes, 1921
- Tetropismenus Loew, 1876
- Tujunga Steyskal, 1961

### Subfamilia Ulidiinae
Tribu Lipsanini Enderlin, 1838
- Acrosticta Loew, 1868
- Acrostictomyia Blanchard, 1938
- Aspistomella Hendel, 1909
- Axiologina Hendel, 1909
- Cenchrometopa Hendel, 1909
- Chaetopsis Loew, 1868
- Euacaina Steyskal, 1963
- Eumecosomyia Hendel, 1909
- Eumetopiella Hendel, 1907
- Euphara Loew, 1868
- Euxesta Loew, 1868
- Heterodoxa J. R. Malloch, 1832
- Hypoecta Loew, 1868
- Lipsana Enderlein, 1938
- Neoeuxesta Malloch, 1930
- Notogramma Loew, 1868
- Paraphyola Hendel, 1909
- Pareuxesta Coquillett, 1901
- Perissoneura J. R. Malloch, 1832
- Polyteloptera Hendel, 1909
- Pseudeuxesta Hendel, 1910
- Siopa Hendel, 1909
- Steneretma
- Stenomyia Loew, 1868
- Texasa
- Ulivellia Speiser, 1929
- Vladolinia Kameneva, 2005
- Zacompsia Coquillett, 1901

Tribu Pterocallini
- Aciuroides Hendel, 1914
- Apterocerina Hendel, 1909
- Chondrometopum Hendel, 1909
- Coscinum Hendel, 1909
- Cymatozus Enderlein, 1912
- Cyrtomostoma Hendel, 1909
- Dasymetopa Loew, 1868
- Elapata Hendel, 1909
- Goniaeola Hendel, 1909
- Lathrostigma Enderlein
- Megalaemyia Hendel, 1909
- Micropterocerus Hendel, 1914
- Neomyennis Hendel, 1914
- Ophthalmoptera Hendel, 1909
- Paragoniaeola
- Paragorgopis Giglio-Tos, 1893
- Parophthalmoptera
- Perissoza
- Plagiocephalus Wiedemann, 1830
- Pterocalla Rondani, 1848
- Pterocerina Hendel, 1909
- Sympaectria Hendel, 1909
- Rhyparella Hendel, 1909
- Terpnomyennis  Kameneva, 2004
- Terpnomyia Hendel, 1909
- Tetrapleura Schiner, 1868
- Xanthacrona  Wulp, 1899

Tribu Seiopterini
- Homalocephala Zetterstedt, 1838

Syn.: Psairoptera
- Pseudoseioptera Stackelberg 1955
- Seioptera Kirby, 1817

Syn.: Ortalis Fallén, 1810
Tribu Ulidiini Macquart, 1835
- Physiphora Fallén, 1810
- Timia Wiedemann, 1824
- Ulidia Meigen, 1826

### Otros
- Anacampta
- Blainvillia
- Califortalis
- Carlottaemyia
- Eupterocerina
- Euxestina
- Heramyia
- Hiatus
- Hypochra
- Idanophana
- Macheirocera
- Meckelia
- Megaloprepemyia
- Metopocampta
- Myrmecomyia
- Ophryoterpnomyia
- Ortalis
- Paragorgopsis
- Phaeosoma
- Platyeuxesta
- Prionella
- Psairoptera
- Rhadinomyia
- Schnusimyia
- Systata
- Tephronota
- Terelliosoma
- Vespomima